# Georg Kerner (Apotheker)
Georg Kerner (* 9. April 1835 in Besigheim; † 9. Februar 1890 in Frankfurt am Main) war ein deutscher Apotheker mit besonderer Kenntnis der Chinologie.

## Leben
Georg Kerner trat im Jahre 1849 als Lehrling in die Apotheke seines Vaters in Besigheim ein und war ab 1852 als Gehilfe in Basel, St. Gallen und Genf tätig. Durch seine Jahre in der Schweiz wurde sein Interesse an den botanischen und medizinisch-physiologischen Studien geweckt. Er ging 1855 nach Wiesbaden, um dort bei Karl Remigius Fresenius zu arbeiten und bald von ihm zum Assistent ernannt zu werden. 
Zwei Jahre später promovierte er in Göttingen mit einer Dissertation über Guanidin zum Dr. phil. und trat als Chemiker in die Chininfabrik Zimmer & Co in Frankfurt am Main ein. In diesem Unternehmen war er über 30 Jahre in stets steigender Position tätig und wurde zuletzt Direktor.
Kerner erworb sich besondere Verdienste auf dem Gebiet der Chinologie, deren Glanzzeit in der zweiten Hälfte des 19. Jahrhunderts lag. Er beschäftigte sich mit verschiedenen physiologischen Arbeiten der Chininresorption und mit zahlreichen Untersuchungsreihen der Reinheitsprüfung von Chininsulfat. 1862 publizierte er erstmals die nach ihm benannte Kernersche Ammoniakprobe zur Bestimmung der Nebenalkaloide im Chininsulfat und verfeinerte diese dann in zwei weiteren Veröffentlichungen im Jahre 1880.
Diese Nachweismethode gelangte in abgeänderter Form in das Deutsche Arzneibuch. 1883 wurde Georg Kerner zum Präsident der in diesem Jahr gegründeten Konvention der Chininfabrikanten gewählt.

## Werke
- Ueber die Prüfung des käuflichen schwefelsauren Chinins auf fremde Chinaalkaloide. In: Arch. Pharmaz. 216 (1880), S. 186–205; 217 (1880), S. 438–454